# Palazzo dell'Accademia delle Scienze

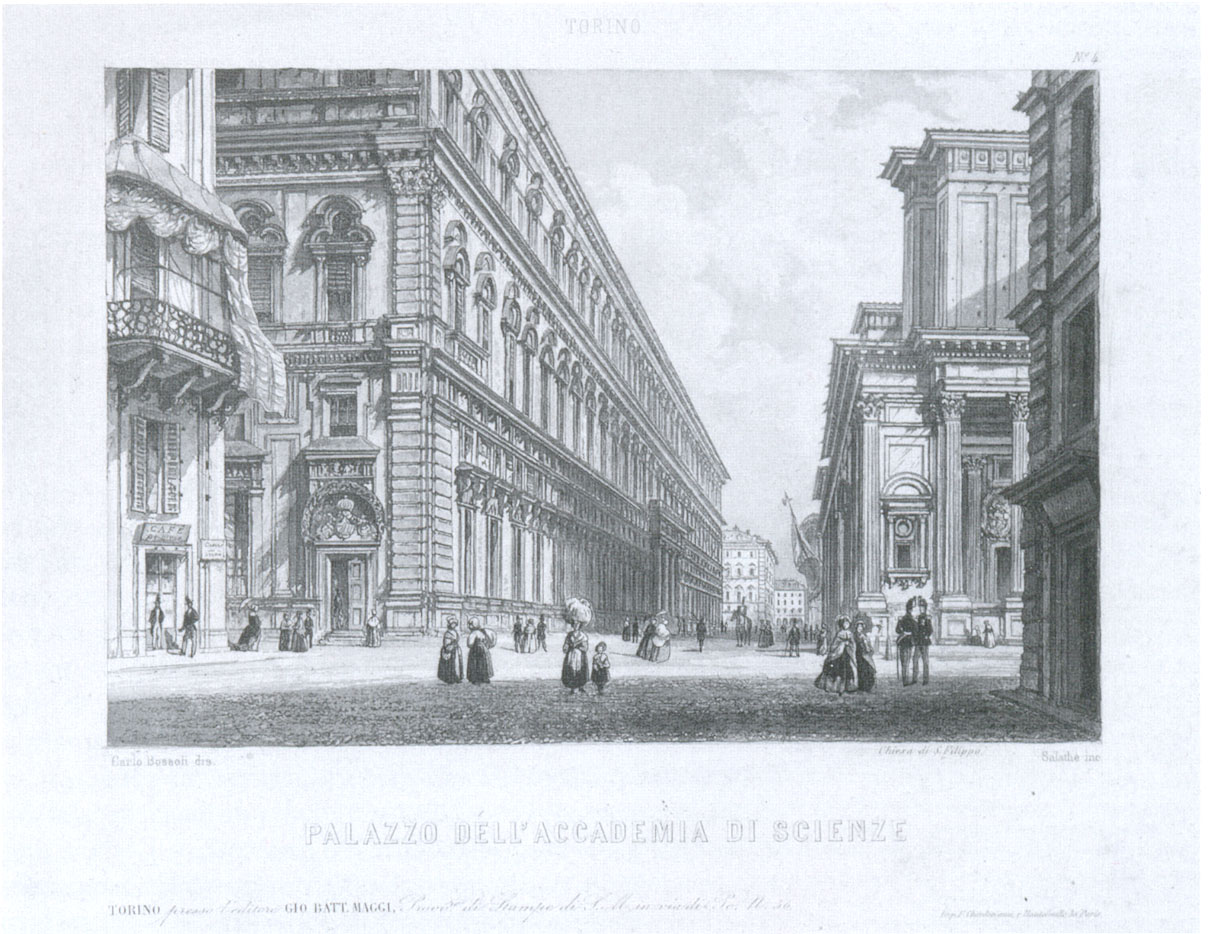
Immagine storica del Palazzo dell'Accademia delle Scienze di Torino, 1853

Il Palazzo dell'Accademia delle Scienze è un imponente edificio seicentesco di Torino con una superficie di 60.594 m².
La sua facciata campeggia sull'omonima via, mentre un fianco delimita il lato sud-ovest di piazza Carignano.

## Storia

La specola dell'Accademia

La sua costruzione venne iniziata il 24 giugno 1679 sotto la direzione di Michelangelo Garove, che terminò i lavori nel 1687, dopo aver apportato un discreto numero di modifiche al progetto originale.
Nel progetto originale del gesuita Carlo Maurizio Vota l'edificio doveva occupare ben tre isolati sino a piazza Castello grazie ad un sistema di passaggi sotterranei che, però, non vennero mai realizzati. Per lungo tempo l'idea progettuale è stata attribuita a Guarino Guarini, ma recentemente gli storici dell'arte di fronte alla mancanza di disegni dell'architetto teatino, a complesse vicissitudini dei primi anni di costruzione e all'impegno che Guarini ebbe in quegli stessi anni nel cantiere del limitrofo palazzo Carignano sostengono un suo ruolo del tutto marginale.
Destinato ad ospitare il Collegio dei Nobili (un collegio per i giovani rampolli della nobiltà piemontese), nel 1787, per Rescritto sovrano di Vittorio Amedeo III di Savoia, Re di Sardegna, divenne la sede dell'Accademia Reale delle Scienze.
La struttura dell'edificio era inizialmente con una pianta a forma di ferro di cavallo, con un avancorpo centrale fiancheggiato da due ali. Il palazzo avrebbe dovuto svilupparsi con tre piani fuori terra e un piano interrato.
Per carenze di fondi, però, la costruzione dell'ala rivolta verso Piazza Carignano venne sospesa al primo piano e tale rimase per tutto il Settecento. 
A partire dal 1789 venne edificato sull'angolo sud dell'edificio una specola da destinare inizialmente a osservatorio astronomico e in seguito meteorologico. La specola fu abbattuta durante la Seconda Guerra Mondiale e non fu più ricostruita. 
Il portale di ingresso venne modificato nell'Ottocento in occasione dell'apertura del Museo Egizio con la creazione di una balconata di stile neoclassico progettata da Giuseppe Maria Talucchi.

## Destinazione d'uso
Il palazzo, che continua ad essere la sede dell'Accademia delle Scienze di Torino, ospita il Museo Egizio dal 1824.
Ha ospitato dal 1865 fino ad aprile 2012 la Galleria Sabauda, (già a Palazzo Madama dove era stata aperta al pubblico nel 1832) poi trasferita nella manica nuova di Palazzo Reale.